# Koondrook
Koondrook är en ort i Australien. Den ligger i kommunen Gannawarra och delstaten Victoria, omkring 250 kilometer norr om delstatshuvudstaden Melbourne. Antalet invånare är 802.
Trakten runt Koondrook är nära nog obefolkad, med mindre än två invånare per kvadratkilometer.. Det finns inga andra samhällen i närheten. 
Trakten runt Koondrook består till största delen av jordbruksmark. Genomsnittlig årsnederbörd är 471 millimeter. Den regnigaste månaden är juni, med i genomsnitt 62 mm nederbörd, och den torraste är november, med 15 mm nederbörd.